# Proza-Edda
De Proza-Edda is een handboek voor dichters uit middeleeuws IJsland, door Snorri Sturluson waarschijnlijk in Oddi geschreven. Het bevat mythologische verhalen uit de periode tussen de 9de en 12de eeuw. Ze werden lang na afloop van de kerstening (rond het jaar 1000) in de dertiende eeuw opgeschreven. Het boek beschrijft de handelingen en lotgevallen van de Noordse goden en geeft de oude Noordse kosmogonie van het heelal weer, maar levert ook richtlijnen voor de Skaldische dichtkunst.

## Indeling van de Proza-Edda
De Oud-IJslandse geleerde Snorri Sturluson verzamelde overal waar dat nog mogelijk was de mondeling overgeleverde rijmverhalen uit de oude traditie. Zijn eerste bekommernis was in feite de Noordse en Germaanse dichtkunst van de ondergang te vrijwaren, maar hij interpreteerde ze vanuit het christendom, waardoor het heidense of zelfs duivelse karakter benadrukt werd. Het werd een duidelijke en rijkelijk met voorbeelden geïllustreerde uitleg van de Oudnoordse poëtica. De manuscripten geven ook vele oudere liederen weer en deze bevatten belangrijke gegevens voor godsdienstwetenschap en geschiedenis.
In alle gevonden handschriften bestaat de Edda uit drie hoofddelen en een proloog:
- Proloog - Hier wordt gesproken over het ontstaan van het geloof in goden. In de stijl bespeurt men enige 'vreze gods' en een zekere welwillendheid ten aanzien van de nieuwe God van de christenen. Daarna wordt uitgelegd dat de wereld uit drie delen zou bestaan: Afrika, Europa of Enea en Asia (met inbegrip van het Verre- en Midden Oosten). Thor (Tror) zou een kleinzoon zijn van Priamus, de koning van Troje en Trudheim zou Thracië zijn, waar Thor werd opgevoed. Na zeventien generaties wordt daar Odin (Voden) geboren, die er voor kiest naar het noorden te trekken: naar Saxland, Reidgotaland en door naar Zweden. Daar ontmoet hij koning Gylfi.
- Gylfaginning - De begoocheling van Gylfi: bericht over de wereld van de noordse goden. In het bijzonder over hun ontstaan en hun ondergang
- Skáldskaparmál - Over de dichtkunst: bespreekt de taal van de dichtkunst, in het bijzonder de dichterlijke vergelijkingen
- Háttatal - opsomming van dichtmaten: behandelt strofenvormen en het correct gebruik van (begin- en binnen)rijmen in de poëzie
De namen van de drie hoofddelen werden slechts in een van de perkamenthandschriften overgeleverd, en wel in de Codex Uppsaliensís. In de twee andere handschriften lopen de teksten van de verschillende delen zonder nadere aanduiding in elkaar over. 

De Codex Trajectinus geeft alleen de naam van Háttatal.
In twee hoofddelen wordt rijk geciteerd uit oudere poëzie: Gylfaginning bevat citaten uit gedichten die ook in de Poëtische Edda voorkomen, met name uit de drie belangrijke godengedichten Völuspá, Vafþrúðnismál en Grímnismál. In Skáldskaparmál vormen honderden skaldenstrofen van met naam genoemde skalden vanaf ongeveer 900 na Christus het materiaal waardoor het betoog ondersteund wordt. 

Háttatal bevat een gedicht van Snorrí zelf, een groot lofdicht op koning Haakon I de Oude en jarl Skúlí Bárdarson, dat omstreeks 1220 moet zijn gedicht. De 102 strofen van dit gedicht tonen 102 verschillende dichtmaten of varianten daarvan en het proza eromheen geeft een nadere toelichting op de kenmerken van strofenvorm en rijmschema van iedere variant.

## Uitgaven
- Snorri Sturluson, Edda, vertaald uit het Oudijslands, ingeleid en van aantekeningen voorzien door Marcel Otten Amsterdam 2011 ISBN 9789025368142 (hier als typoscript) Bekroond met de Filter-vertaalprijs 20212.
- Snorri Sturluson – Over de noordse goden – Verhalen uit Edda en Heimskringla – Nederlandse vertaling 1983 door Paula Vermeyden e.a. ISBN 90-290-1901-8 (uitg. Meulenhoff)
- Edda - Goden- en heldenliederen uit de Germaanse oudheid vertaling dr. Jan de Vries (1953), zesde druk, herzien door Aleid Boon-de Vries en prof. dr. J. A. Huisman - 1978 ISBN 90-202-4878-2 (uitg. Ankh-Hermes)
- Sturlusson S. , The Prose Edda, vertaling J.L.Byock, Penguin classics, 2005, ISBN 978-0-140-44755-2